# Tórtora cucut sultà
La tórtora cucut sultà (Macropygia doreya) és una espècie d'ocell de la família dels colúmbids (Columbidae) que es troba a les Moluques del nord, Sulawesi a Nova Guinea i les illes Papua Occidentals. Va ser una de les tres noves espècies definides quan es va separar dues subespècies de la tórtora cucut becfina. "Sultà" es proposa com un nom històric apropiat donat l'abast de l'antic Sultanat de Ternate (Eaton & Rheindt).

## Descripció
La tórtora cucut sultà és un colom marró gros i de cua llarga amb el cap marró pàl·lid i les parts inferiors i superiors de color marró fosc. Els mascles mostren poques o cap barra al pit i un pàl·lid pegat al clatell. Les femelles mostren una àmplia barra al coll. En solitari, parelles o petits grups habiten hàbitats variats, incloent boscos i la seva perifèria, i jardins des de la costa fins a les muntanyes. És més grossa que la tórtora cucut becnegra, amb la part inferior més pàl·lida i la cua sense barres. Emet un crit distintiu de dues notes, pujant per la part final: «puk-hooa».

## Taxonomía
La majoria d'autoritats taxonòmiques reconeixen set subespècies, tanmateix HBW i Birdlife International i Howard & Mooreno la reconeixen com espècie.
- M. d. doreya (Bonaparte, 1854) – oest de Nova Guinea (Irian Jaya) i les illes de l'oest de Papua.
- M. d. balim (Rand, 1941) – vall de Baliem en el centre nord de Nova Guinea.
- M. d. albiceps (Bonaparte, 1856) – nord de les illes Moluques.
- M. d. atrata (Ripley, 1941) – a les illes Togian.
- M. d. sanghirensis (Salvadori, 1878) – a les illes Sangihe i Talaud.
- M. d. albicapilla (Bonaparte, 1854) – a Cèlebes i illes pròximes.
- M. d. sedecima (Neumann, 1939) – a les illes Sula.